# EFAF Cup 2002
Navigation
Édition suivante
L'EFAF Cup 2002 est la 1re édition de l'EFAF Cup.

## Clubs participants
| Club                | Pays     | Saison 2002                                          |
| ------------------- | -------- | ---------------------------------------------------- |
| Dracs de Badalona   | Espagne  | Vice-Champion d'Espagne                              |
| Firebats de Valence | Espagne  | Demi-finaliste du championnat d'Espagne              |
| Giants de Bolzano   | Italie   | Quart de finaliste du championnat d'Italie Poule EFL |
| Giants de Graz      | Autriche | Championnat d'Autriche                               |
| SS Lazio Marines    | Italie   | Quart de finaliste du championnat d'Italie           |
| Vikings de Vienne   | Autriche | Champion d'Autriche Finale EFL                       |

## Calendrier / Résultats
| Qualifié pour la finale |

### Groupe A
| Groupe A            |       |      |      |      |     |          |            |       |
| Club                | Jour. | Vic. | Nuls | Déf. | Pts | Pts pour | Pts contre | Diff. |
| Dracs de Badalona   | 2     | 2    | 0    | 0    | 6   | 50       | 13         | +37   |
| SS Lazio Marines    | 2     | 1    | 0    | 1    | 3   | 35       | 35         | 0     |
| Firebats de Valence | 2     | 0    | 0    | 2    | 0   | 16       | 53         | -37   |

- 23 février 2002 :

Dracs 31 - 0 Firebats
- 24 mars 2002 :

Marines 13 - 19 Dracs
- 6 avril 2002 :

Firebats 16 - 22 Marines

### Groupe B
| Groupe B          |       |      |      |      |     |          |            |       |
| Club              | Jour. | Vic. | Nuls | Déf. | Pts | Pts pour | Pts contre | Diff. |
| Giants de Graz    | 2     | 2    | 0    | 0    | 6   | 93       | 46         | +47   |
| Vikings de Vienne | 2     | 1    | 0    | 1    | 3   | 95       | 47         | +48   |
| Giants de Bolzano | 2     | 0    | 0    | 2    | 0   | 18       | 113        | -95   |

- 24 mars 2002 :

Giants de Bolzano 6 - 61 Vikings
- 30 mars 2002 :

Giants de Graz 52 - 12 Giants de Bolzano
- 7 avril 2002 :

Vikings 34 - 41 Giants de Graz

### Finale
- 8 juin 2002 à Graz au Stadion Graz-Eggenberg devant 1200 spectateurs[1] :

Giants de Graz 51 - 12 Dracs